# Posada del Potro
La Posada del Potro (en français, littéralement Auberge du Poulain), actuel siège du Centro Flamenco Fosforito, est une cour (corral de vecinos) de Cordoue située place du Potro. Logement typique du XVe siècle, elle a conservé cette fonction jusqu'en 1972.

## Description
Autour d'une cour centrale on trouve différentes dépendances, logements blanchis à la chaux, balcons en bois... Acquise par la Mairie de Cordoue, la Posada del Potro a été réhabilitée en 2005 pour accueillir le Musée d'Antonio Fernández "Fosforito" (Casa del Flamenco de Cordoue). 

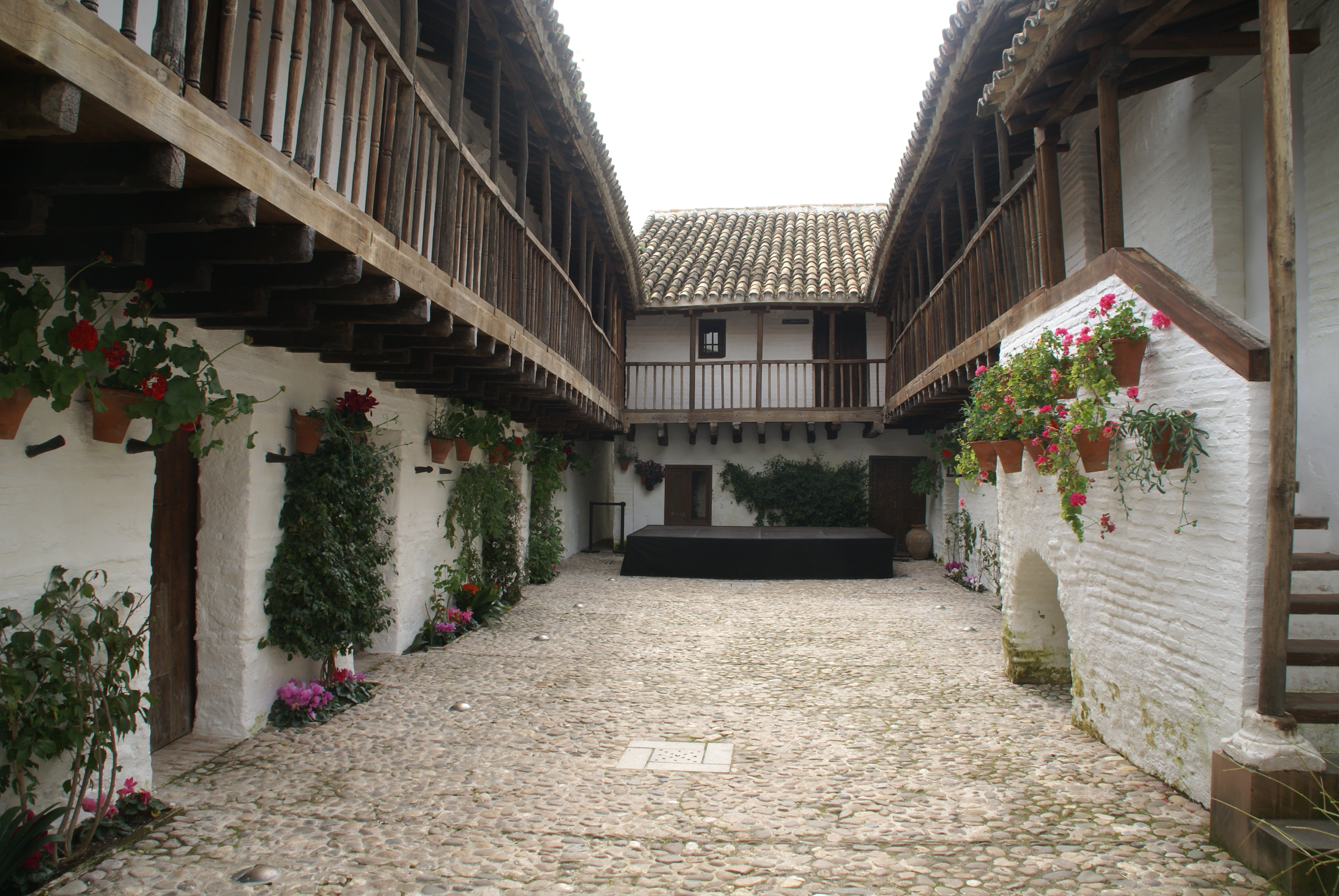
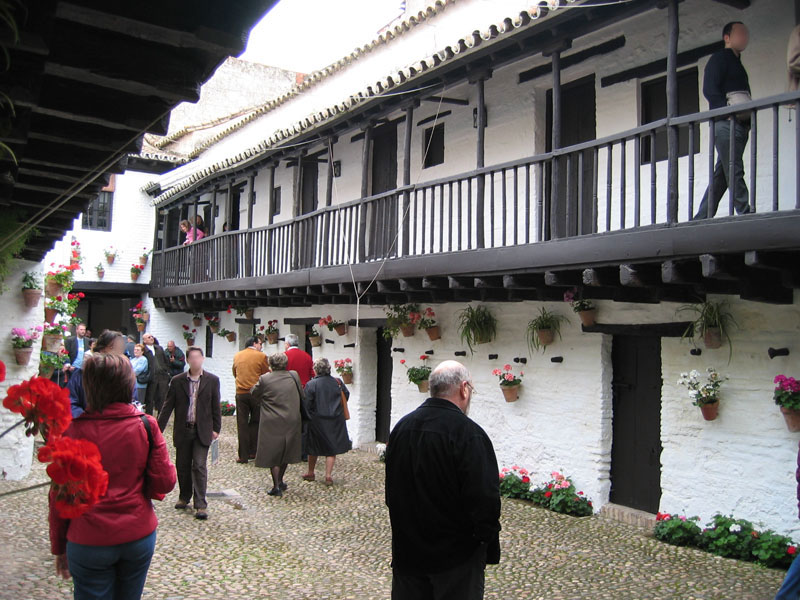
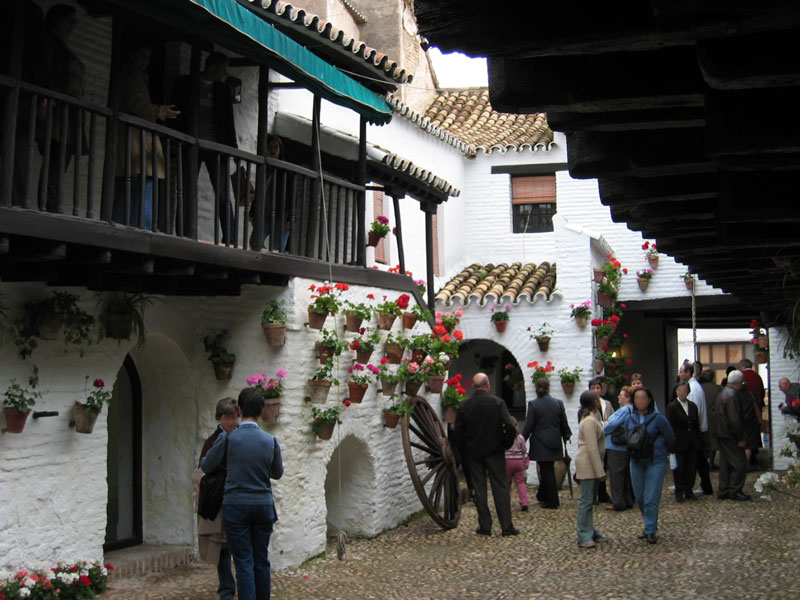
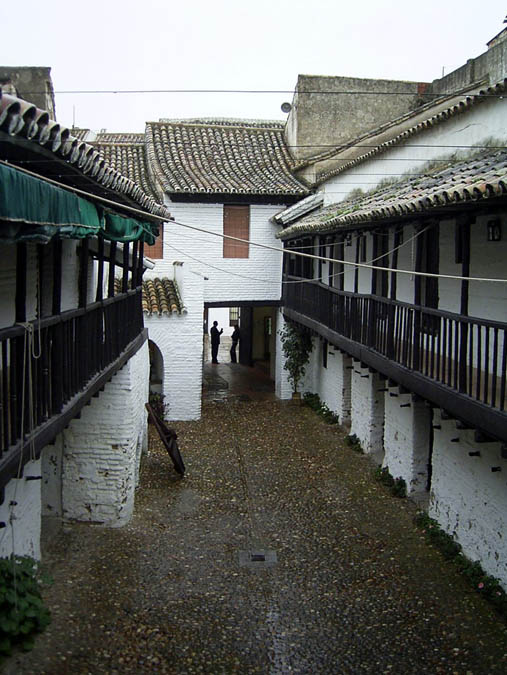

## Dans la littérature
- Don Quichotte de la Manche de Miguel de Cervantes.
- La foire des discrets de Pio Baroja.
- La main de Fátima de Ildefonso Falcones.